# 蜃

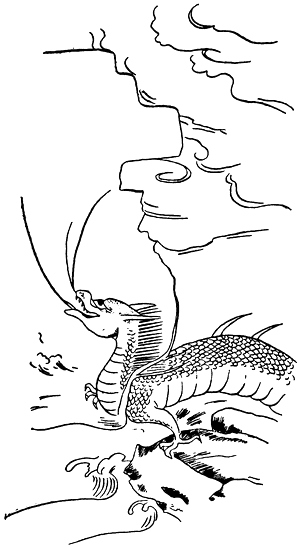
寺島良安『和漢三才図会』より「蜃」

蜃（しん）とは、蜃気楼を作り出すといわれる伝説の生物。古代の中国と日本で伝承されており、竜の類とする説とその傍らに巨大なハマグリとする説がある。蜃気楼の名は「蜃(みずち)」が「気」を吐いて「楼」閣を出現させると考えられたことに由来する。霊獣の類とされることもある。
なお漢字の「蜃」は、音を表す「辰」と意味を示す「虫」とを組み合わせた形声文字で、ハマグリを意味する単語を表記するために作られた。

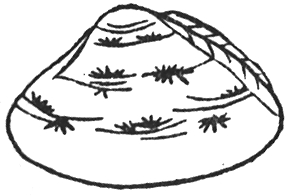
『和漢三才図会』より「車螯」

## 概要
司馬遷『史記』天官書の中に、蜃気楼の語源ともなる「蜃（瑞龍の類）の気（吐き出す息）によって楼（高い建物）が形づくられる」という記述がある。
『後西遊記』には、大顛法師半偈の一行が旅の途中で、大変にぎやかな市街にさしかかるが、それは蜃気楼であり、一行は蜃の腹の中にいた、とある。
中国春秋の頃の『礼記』「月令」では、蜃に竜とハマグリの2通りの説があるのは、ハマグリの蜃が竜族の蜃と同名であるために両者が混同されたためと、史記の成立とほぼ同時期に述べられている。
『礼記』には、キジが大水の中に入ると蜃になるとあり、この発想は日本にも伝わった。
宋の百科辞典『埤雅』の著者である陸佃も同様、蜃はヘビとキジの間に生まれるものと述べている。この蜃の発生について、ヘビがキジと交わって卵を産み、それが地下数丈に入ってヘビとなり、さらに数百年後に天に昇って蜃になるとしている。
さらに、本草書『本草綱目』（万暦6年：1578年）に、ハマグリではなく蛟竜（竜の一種）に属する蜃が気を吐いて蜃気楼を作るとある。この蜃とはヘビに似たもので、角、赤いひげ・鬣〔たてがみ〕をもち、腰下の下半身は逆鱗であるとされている。蜃の脂を混ぜて作ったろうそくを灯しても幻の楼閣が見られるとある。
この傍らで、中国の『彙苑』(万暦18年：1590年)では、ハマグリの別名を蜃といい、春や夏に海中から気を吐いて楼台を作り出すとある。この伝承も日本にも広く伝わった。

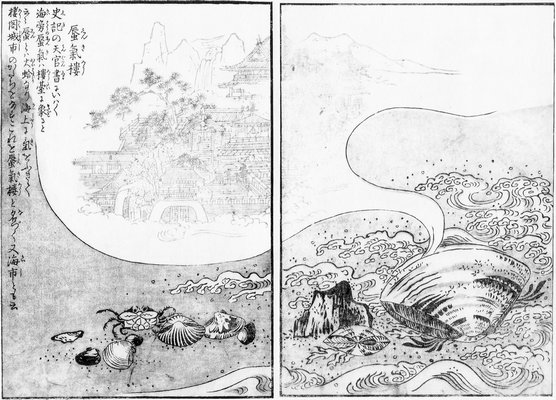
鳥山石燕『今昔百鬼拾遺』より「蜃気楼」

日本において蜃を竜の一種とする説は、江戸時代の貝原益軒による本草書『大和本草』1709年（宝永7年）に記述されて知識層が広がっている。また、寺島良安による百科辞典『和漢三才図会』1712年（正徳2年）には、竜類に属する蜃が蜃気楼を起こすという記述、大型のハマグリである車螯（わたりがい）が蜃気楼を起こすという記述の2種類があり、車螯は別名を蜃ともいうが竜類の蜃とは別種のものとしている。
一方で、鳥山石燕による妖怪画集『今昔百鬼拾遺』1781年（安永10年）では、『史記』を引用した「蜃気楼」の解説文で「蜃とは大蛤なり」と述べ、大ハマグリが気を吐いて楼閣を作り出す姿が描かれた（画像左上の解説文を参照）ことから、巨大なハマグリ説は、のちに絵図として庶民に伝わって楽しまれた。